# Río Abajo (Utuado)
Río Abajo es un barrio ubicado en el municipio de Utuado en el estado libre asociado de Puerto Rico. En el Censo de 2010 tenía una población de 237 habitantes y una densidad poblacional de 39,72 personas por km².

## Geografía
Río Abajo se encuentra ubicado en las coordenadas 18°18′59″N 66°41′36″O / 18.31639, -66.69333. Según la Oficina del Censo de los Estados Unidos, Río Abajo tiene una superficie total de 5.97 km², de la cual 5.95 km² corresponden a tierra firme y (0.22%) 0.01 km² es agua.

## Demografía
Según el censo de 2010, había 237 personas residiendo en Río Abajo. La densidad de población era de 39,72 hab./km². De los 237 habitantes, Río Abajo estaba compuesto por el 95.36% blancos, el 0.42% eran afroamericanos, el 0.42% eran amerindios y el 3.8% eran de otras razas. Del total de la población el 100% eran hispanos o latinos de cualquier raza.